# John Kocinski

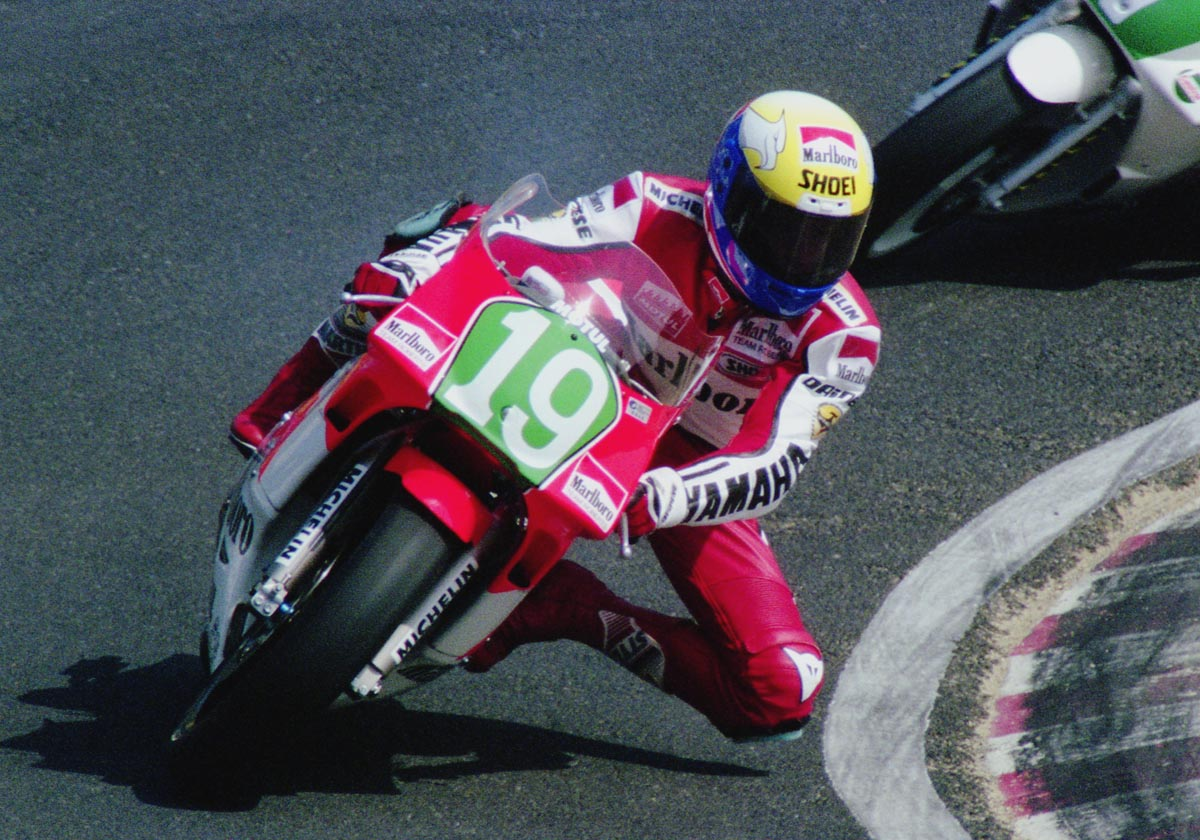
Kocinski (1990) op Yamaha bij de Grand Prix van Japan

John Kocinski (Little Rock, Arkansas, 20 maart 1968) is een voormalige Amerikaans motorcoureur. In zijn carrière reed hij in totaal 99 races in het wereldkampioenschap wegrace, waarin hij in 1990 de wereldtitel in de 250cc-klasse won. Daarnaast werd hij in 1997 kampioen in het wereldkampioenschap superbike.
Op 17-jarige leeftijd was Kocinski reeds fabrieksrijder bij Yamaha in het AMA-kampioenschap. Hij won deze serie van 1987 tot 1989. In 1988 pakte hij bij zijn debuut in het wereldkampioenschap wegrace direct de poleposition in de 250cc-klasse bij de Grand Prix van de Verenigde Staten. In de klasse tot 500 cc startte Kocinski voor het eerst in 1989. In het seizoen 1990 nam hij aan vier verschillende raceseries deel en won de 250cc-wereldtitel. De twee daaropvolgende jaren reed hij in de 500cc-klasse en eindigde respectievelijk vierde en derde in het wereldkampioenschap. In 1993 won hij de eerste podiumplaats voor Suzuki in de klasse tot 250 cc, stapte echter gedurende het seizoen terug over naar de 500 cc en won met Cagiva zijn thuis-Grand-Prix in Laguna Seca. In 1994 werd Kocinske met een overwinning tijdens de eerste race van het seizoen opnieuw derde in het WK-eindrangschikking.
In 1996 stapte Kocinski na het terugtrekken van Cagiva uit de 500cc-klasse over naar Ducati in het wereldkampioenschap superbike. Het jaar daarop, in 1997 werd hij op Honda met negen overwinningen wereldkampioen.
In 1998 en 1999 reed Kocinski opnieuw in de 500cc-klasse van het wereldkampioenschap wegrace, echter zonder noemenswaardige successen. In 2000 nam hij deel aan het AMA-kampioenschap, vervolgens was hij drie jaar testcoureur voor Yamaha en beëindigde daarna zijn actieve racecarrière.